# Клавдієво
Кла́вдієво — проміжна залізнична станція 4-го класу Коростенського напрямку Київської дирекції Південно-Західної залізниці на електрифікованій лінії Київ-Волинський — Коростень між станцією Немішаєве (6 км) та зупинним пунктом Макійчукове (5 км) та станцією Бородянка (10 км). Розташована в селищі Клавдієво-Тарасове Бучанського району Київської області.
Окрім приміських пасажирських перевезень, станція обслуговує базу картонно-паперової продукції компанії «United Forest» та підприємство з виробництва олив «Синтез Груп».

## Історія
У 1900 році одночасно розпочались будівельні роботи на всіх дільницях майбутньої залізниці Київ — Ковель. У 1902 році була відкрита Платформа 45-а верста (майбутня станція —  Клавдієво), до якої була прокладена одноколійна лінія. У 1908 році, з відкриттям станційних вокзалів, платформи 39-та верста та 45-та верста були перейменовані у станції відповідно Немішаєве I та Немішаєве II — на честь відомого начальника Південно-Західних залізниць Клавдія Немішаєва. З розширенням поштових та вантажних перевезень неминуча плутанина примусила у 1913 році перейменувати станцію Немішаєве II на станцію Клавдієво.
Збереглася будівля вокзалу станції, збудованого тоді ж за типовим проєктом (подібні будівлі збереглися на станціях Святошин, Біличі, Ірпінь, Ірша та Головки).
У 1960 році станція  електрифікована в складі лінії Ворзель — Клавдієво.
У 2008—2009 роках вокзалу та станції проведена реконструкція. До 100-річчя станції та селища на будівлі вокзалу  встановлена меморіальна дошка, яка зникла декілька років тому.
21 грудня 2012 року, внаслідок обриву швидкісним регіональним поїздом «Інтерсіті+» контактного дроту, що призвело до потрапляння струму напругою 27 кВ в кабельну мережу СЦБ, виникла пожежа, яка знищила пост електричної централізації.

## Пасажирське сполучення
На станції Клавдієво зупиняються приміські електропоїзди коростенського напрямку.
12 грудня 2017 року в Києві на станції Святошин відбулася презентація приміських поїздів, які здійснюють човниковий рух за маршрутом Святошин — Буча — Клавдієво. Цей маршрут був обраний через його завантаженість. Нова послуга стала доступна пасажирам в пікові години вранці та ввечері. Перший поїзд стартує зі станції Немішаєве о 06:16, останній прибуває на станцію Святошин о 20:22. Човникові електропоїзди курсують з понеділка по п'ятницю з інтервалом руху 35-65 хвилин. Поїзди мають окрему нумерацію (№ 7001—7022). Частина поїздів прямують лише до Бучі та Немішаєвого. Відстань між Святошином та Клавдієвим приміські електропоїзди долають за 35 хвилин. На маршруті руху електропоїзди зупиняються в Ірпені, Бучі, Ворзелі та Немішаєвому.

## Цікаві факти
У 1960—1968 роках станція була кінцевою для приміських електропоїздів, що прямували з Києва. Далі в бік Коростеня можна було дістатися лише приміським дизель-поїздом. Про це зокрема згадує у своїх «Бучанських оповіданнях» бучанський письменник Дмитро Згорський. Тупикова колія для обігу електропоїздів використовується і понині.
За переказами, що ця обставина навіть знайшла відгук у творчості артистів Тарапуньки та Штепселя, коли на запитання «Де знаходиться кінець світу?», у відповідь — «В Клавдієво!».

## Галерея

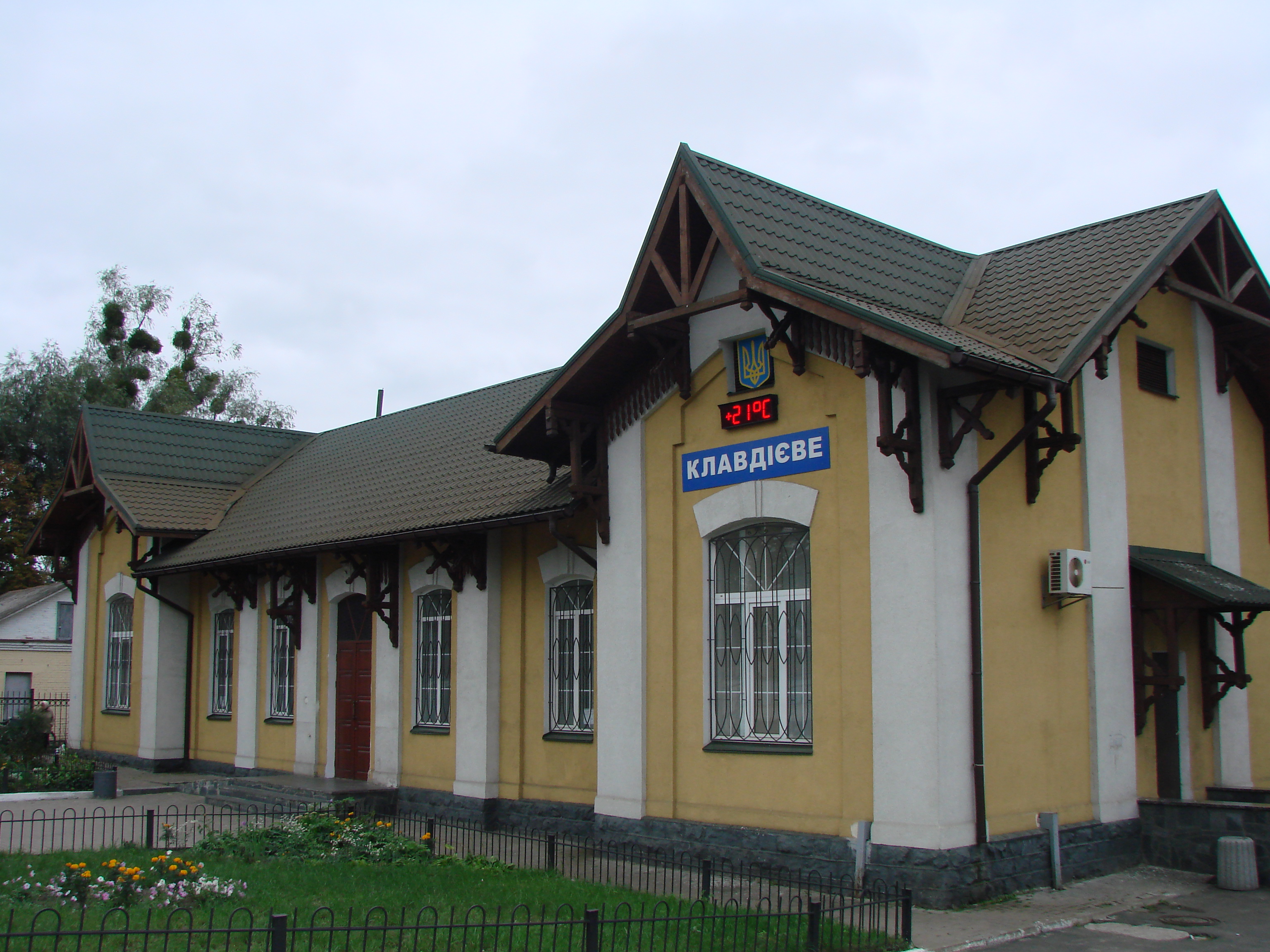
Будівля вокзалу станції Клавдієве